# Иванович, Франьо
Фра́ньо Ива́нович (хорв. Franjo Ivanović; род. 1 октября 2003, Швац, Тироль) — хорватский футболист, вингер клуба «Бенфика» и сборной Хорватии.

## Клубная карьера
Иванович — воспитанник клубов «Майрхофрен» и немецкого «Аугсбурга». В 2021 году он дебютировал за дублирующий состав последних.
Летом 2023 года Иванович перешёл в «Риеку». 22 июля в матче против «Рудеша» он дебютировал в чемпионате Хорватии. 3 августа в поединке квалификации Лиги конференций против косовского «Дукаджини» Франьо сделал хет-трик , забив свои первые голы за «Риеку».

## Достижения
«Юнион»
- Чемпион Бельгии: 2024/25